# مراد هان
مراد هان (بالتركية: Murat Han)‏ هو ممثل تركي، ولد في 1975 في تركيا.

## وصلات خارجية
- مراد هان على موقع IMDb (الإنجليزية)
- مراد هان على موقع ألو سيني (الفرنسية)
- مراد هان على موقع أول موفي (الإنجليزية)
- مراد هان على موقع قاعدة بيانات الفيلم (الإنجليزية)
- مراد هان على موقع كينوبويسك (الروسية)